# Mortal Kombat: Deception
Mortal Kombat: Deception – gra typu bijatyka z serii Mortal Kombat. Została wyprodukowana i wydana przez firmę Midway na platformy PlayStation 2 i Xbox w październiku 2004 roku. Wersja na konsolę GameCube została wydana w lutym 2006 roku.

## Hara-Kiri
Jedną z nowości w grze jest wprowadzenie tak zwanego Hara-Kiri, które polega na tym, że pokonany przeciwnik popełnia efektowne samobójstwo. Hara-Kiri wykonuje się tak samo jak Fatality, czyli przez wciśnięcie skomplikowanej kombinacji przycisków na kontrolerze. 

## Minigry
W grze pojawiają się dwie minigry: Chess Kombat i Puzzle Kombat. Chess Kombat to krwawa wersja szachów. Na początku gracz wybiera postać, która wystąpi jako określony pionek. By zbić innego pionka, gracz musi stoczyć z nim taką samą walkę, jak w trybie Arcade. Ponadto gracz ma do dyspozycji 8 czarów a na planszy znajdują się dwa pola, które zapewniają pełny pasek życia podczas walki.
Drugą minigrą jest Puzzle Kombat, które jest odmianą klasycznego Tetrisa o nieco zmienionych zasadach.